# Hans Schack (finansdeputeret)
 Der er flere personer med dette navn, se Hans Schack.
Hans lensgreve Schack (født 4. marts 1676, død 22. september 1719) var en dansk lensgreve, godsejer og finansdeputeret.

## Biografi
Han blev født den 4. marts 1676 i Ribe som søn af Otto Didrik lensgreve Schack og Sophie Dorothea f. Marschalck. Han blev, kun 6 år gammel, faderløs. Efter opnået myndighedsalder tiltrådte han besiddelsen af de fædrene godser, grevskabet Schackenborg og Gram. Allerede 1683 fik han ventebrev på Riberhus Amt, blev 1695 kammerherre og overtog 1697 det nævnte embede, samtidig med at han udnævntes til succederende stiftamtmand over Ribe Stift. Året efter blev han hvid ridder og gehejmeråd. Han synes ikke at have beskæftiget sig meget med sine amtmandsforretninger, i det han som regel opholdt sig på sine godser og i hovedstaden. 1707 fik han tilladelse til at beholde gagen mod at ansætte en bestyrer af embedet. 1717 fik han det blå bånd. 1719 udnævntes han til 1. deputeret for finanserne med titel af kammerpræsident, men allerede 22. september samme år afgik han ved døden. Han blev efterfulgt som lensgreve af sin eneste overlevende søn Otto Didrik.

## Ægteskab og børn
Han ægtede 1. gang (16. marts 1699) Anne Margrethe komtesse Reventlow (6. oktober 1682 – 21. marts 1710), datter af storkansler Conrad greve Reventlow; 2. gang (1711) Anna Sophie Rantzau (4. september 1689 – 28. september 1760), datter af gehejmeråd Christian von Rantzau til Rastorf.